# Монте Санта Марија Тиберина
Монте Санта Марија Тиберина (итал. Monte Santa Maria Tiberina) је насеље у Италији у округу Перуђа, региону Умбрија.
Према процени из 2011. у насељу је живело 86 становника. Насеље се налази на надморској висини од 660 м.

## Становништво
Према резултатима пописа становништва 2011. у општини је живело 1.216 становника.
| 1931. | 1936. | 1951. | 1961. | 1971. | 1981. | 1991. | 2001. | 2011. |
| ----- | ----- | ----- | ----- | ----- | ----- | ----- | ----- | ----- |
| 3.321 | 3.426 | 3.667 | 2.666 | 1.686 | 1.384 | 1.231 | 1.225 | 1.216 |